# Dissimulation
Dissimulation (lateinisch dissimulare „verheimlichen“) beschreibt in der Medizin das absichtliche Herunterspielen bzw. Verbergen von Krankheitszeichen (Symptomen), um für gesund gehalten zu werden. Sie ist der Gegenbegriff zur Simulation, bei der Krankheitszeichen bewusst und absichtlich vorgetäuscht werden. Beiden Abwehrmechanismen ist ein soziales Moment gemeinsam, das im Falle der Simulation als Krankheitsgewinn bezeichnet wird. Im Falle der Dissimulation versucht der Kranke zumeist, sein Selbstbild aufrechtzuerhalten. Davon zu unterscheiden ist die Anosognosie, welche das krankhafte Nichterkennen von Störungen bezeichnet, d. h., der Patient/die Patientin verbirgt Symptome nicht absichtlich, sondern erkennt diese nicht.
Das bewusste Hinnehmen von Gesetzesverletzungen im staatlichen oder katholischen Kirchenrecht wird ebenfalls als Dissimulation bezeichnet.

## Beispiele
Die Gründe sind häufig sozialer Natur. So kann z. B.
- ein Kind versuchen, Fieber zu verbergen, um mit zur Klassenfahrt zu dürfen,
- ein Berufskraftfahrer einen epileptischen Anfall verschweigen, um nicht berufsunfähig zu werden,
- ein Koch Durchfall verheimlichen, um arbeiten zu dürfen,
- ein Sportler im Rahmen der Vorstartkontrolle Verletzungen oder Erkrankungen verschweigen, um am Wettkampf teilnehmen zu können  usw.

Weiterhin können Symptome verborgen werden, „um das Gesicht zu wahren“ oder nicht stigmatisiert zu werden:
- Angina-pectoris-Attacke beim Geburtstag,
- Halluzinationen verschweigen, um nicht als „verrückt“ zu gelten,
- Hautveränderungen bei AIDS-Erkrankung.

Andere Gründe kommen bei psychischen Krankheiten vor, so dass bei einer Psychose Suizidabsichten verschwiegen werden können, um aus dem Krankenhaus entlassen zu werden.
Auch bei Eignungstests kann eine Dissimulation zielgerichtet eingesetzt werden, um durch ein Herunterspielen der medizinischen Symptomatik eventuelle gesundheitliche Anforderungen zu erfüllen.